# Класификација животиња
Царство животиња (Animalia) подељено је на следеће типове (филуме или кола): 

1. тип Mesozoa:
класа Dicyemida
класа Orthonectida
2. тип Placozoa
3. тип сунђери - Spongia (Porifera):
класа калкареа - Calacarea
класа хексактинелида - Hexactinellida
класа демоспонгиа - Demospongia
4. тип реброноше - Ctenophora:
класа Tentaculata
класа Nuda
5. тип жарњаци - Cnidaria
класа Hydrozoa
класа сцифомедузе (Scyphozoa)
класа корали и морске сасе (Anthozoa)
6. тип пљоснати црви - Platyhelminthes
класа трепљасти црви - Turbelaria
метиљи - Trematodes
пантљичаре - Cestodes
7. тип немертине - Nemertina (Rhynchocoela)
8. тип Gastrotricha
8. тип ротаторије - Rotatoria
9. тип Kinorhyncha
10. тип Loricifera
11. тип Cycliophora
12. тип Entoprocta
13. тип ваљкасти црви - Nematoda
14. тип Nematomorpha
15. тип Acanthocephala
16. тип чланковити црви - Annelida
класа Archiannelida
класа многочекињасти црви - Polychaeta
класа малочекињасти црви - Olygochaeta
класа пијавице - Hirudinea
17. тип мекушци - Mollusca
класа моноплакофоре - Monoplacophora
класа хитони - Polyplacophora
класа Aplacophora
класа пужеви - Gastropoda
класа Scaphopoda
класа шкољке - Bivalvia
класа главоношци - Cephalopoda
18. тип Priapulida
19. тип Sipunculida
20. тип Echiurida
21. тип Onychophora
22. тип Tardigrada
23. тип Pentastomida
24. тип зглавкари - Arthropoda
подтип трилобити - Trilobitomorpha
подтип пауколике животиње - Chelicerata
класа меростомате - Merostomata
класа пикногониде - Pycnogonida
класа арахниде - Arachnida
ред скорпије - Scorpiones
ред псеудоскорпије - Pseudoscorpiones
ред Solpugida
ред Palpigradi
ред Uropigi
ред Amblypigi
ред пауци - Araneae
ред Ricinulei
ред косци - Opiliones
ред крпељи - Acarina
подтип ракови - Crustacea:
класа Remipedia
класа Cephalocarida
класа Branchiopoda
калса Ostracoda
класа Copepoda
класа Branchiura
класа Cirripedia
класа Malacostraca
подтип Uniramia
класа стоноге - Myriapoda
класа инсекти - Insecta:
поткласа бескрилни инсекти - Apterygota
поткласа крилати инсекти - Pterygota
25. тип потковичасти црви (Phoronida)
26. тип морске маховине (Bryozoa)
27. тип шкољке светиљке (Brachiopoda)
28. тип бодљокошци - Echinodermata
класа морски јежеви - Echinoidea
класа морске звезде - Asteroidea
класа морске змијуљице - Ophiuroidea
класа морски краставци - Holothurioidea
класа морски кринови - Crinoidea
29. тип стакласти црви (Chaetognatha)
30. тип брадати црви (Pogonophora)
31. тип полухордати - Hemihordata
32. тип хордати - Chordata:
подтип плашташи - Tunicata
подтип копљаши - Cephalochordata
подтип кичмењаци - Vertebrata: